# Giulio Serafini
Giulio Serafini, italijanski rimskokatoliški duhovnik, škof in kardinal, * 12. oktober 1867, Bolsena, † 16. julij 1938.

## Življenjepis
4. marca 1907 je bil imenovan za škofa Pescie; 26. maja istega leta je prejel škofovsko posvečenje. Istega leta je bil imenovan še za naslovnega škofa Lampsacusa.
20. oktobra 1908 je postal prefekt v Rimski kuriji; to je ostal do 21. decembra 1915, ko je postal uradnik znotraj kurije.
28. oktobra 1923 je postal tajnik Zbora Rimske kurije.
30. junija 1930 je bil povzdignjen v kardinala, imenovan za kardinal-duhovnika S. Maria sopra Minerva in za predsednika Papeške komisije za pravilno interpretacijo Zakonika cerkvenega prava. 4. julija istega leta je postal prefekt Zbora Rimske kurije.